# Watashi to Watashi: Futari no Lotte
Watashi to Watashi: Futari no Lotte (яп. わたしとわたし ふたりのロッテ) — японский аниме-сериал, выпущенный студией Tokyo Movie Shinsha. Сериал снят по мотивам романа «Двойная Лоттхен» немецкого писателя Эриха Кестнера. Впервые транслировался по телеканалу Nippon TV с 9 ноября 1991 года по 5 сентября 1992 года.

## Сюжет
Однажды в летнем детском лагере встречаются две девочки, похожие как близнецы — Луиза Пальфи и Лотта Кёрнер. Сперва они относятся друг к другу несколько враждебно, однако вскоре становятся хорошими подругами. Лотта рассказывает Луизе о том, что живёт с матерью и в свою очередь узнаёт от Луизы что та живёт с отцом. Они выясняют что они родились в один и тот же день в одном и том же месте, после чего Лотта показывает Луизе фото своей матери и девочки понимают что они сёстры-близнецы, разлученные родителями в младенчестве. Девочки решают поменяться местами чтобы вновь свести родителей вместе.

## Роли озвучивали
- Рэй Сакума — Лотта Кёрнер
- Хироми Цуру — Луиза Пальфи
- Сатоми Короги — Христина
- Кэй Томияма — Людвиг Пальфи
- Рихоко Ёсида — Луизелотта Кёрнер
- Мика Канаи − Труда
- Вакана Ямадзаки — Бригитта